# Château d'Hubertsbourg
Hubertsbourg est un château d'Allemagne situé à Wermsdorf en Saxe, à mi-chemin entre les villes de Leipzig et de Dresde. L'ancien pavillon de chasse d'Auguste le Fort, réalisé entre 1721 et 1724, a accueilli en février 1763 la signature du traité d’Hubertsbourg entre le royaume de Prusse et la monarchie de Habsbourg, reconnaissant à la Prusse la possession des régions conquises de la Silésie.

## Histoire
Les vastes forêts entre Wermsdorf et Mutzschen faisaient partie des terrains de chasse de la maison princière de Wettin depuis la XVIe siècle; c'était ici où Auguste le Fort, électeur de Saxe et roi de Pologne, a donné libre cours à sa passion pour la vénerie avec les énormes efforts. Le 3 novembre 1721 fête de saint Hubert, il décida la construction d'un pavillon de chasse baroque avec une ambiance extérieure et intérieure en rapport avec ses exigences élevées. Commencé la même année, le palais a été construit dans le style baroque par l'architecte Johann Christoph von Naumann. Le bâtiment principal, flanqué d'une aile en avancée de chaque côté, fut construit en trois ans seulement. 

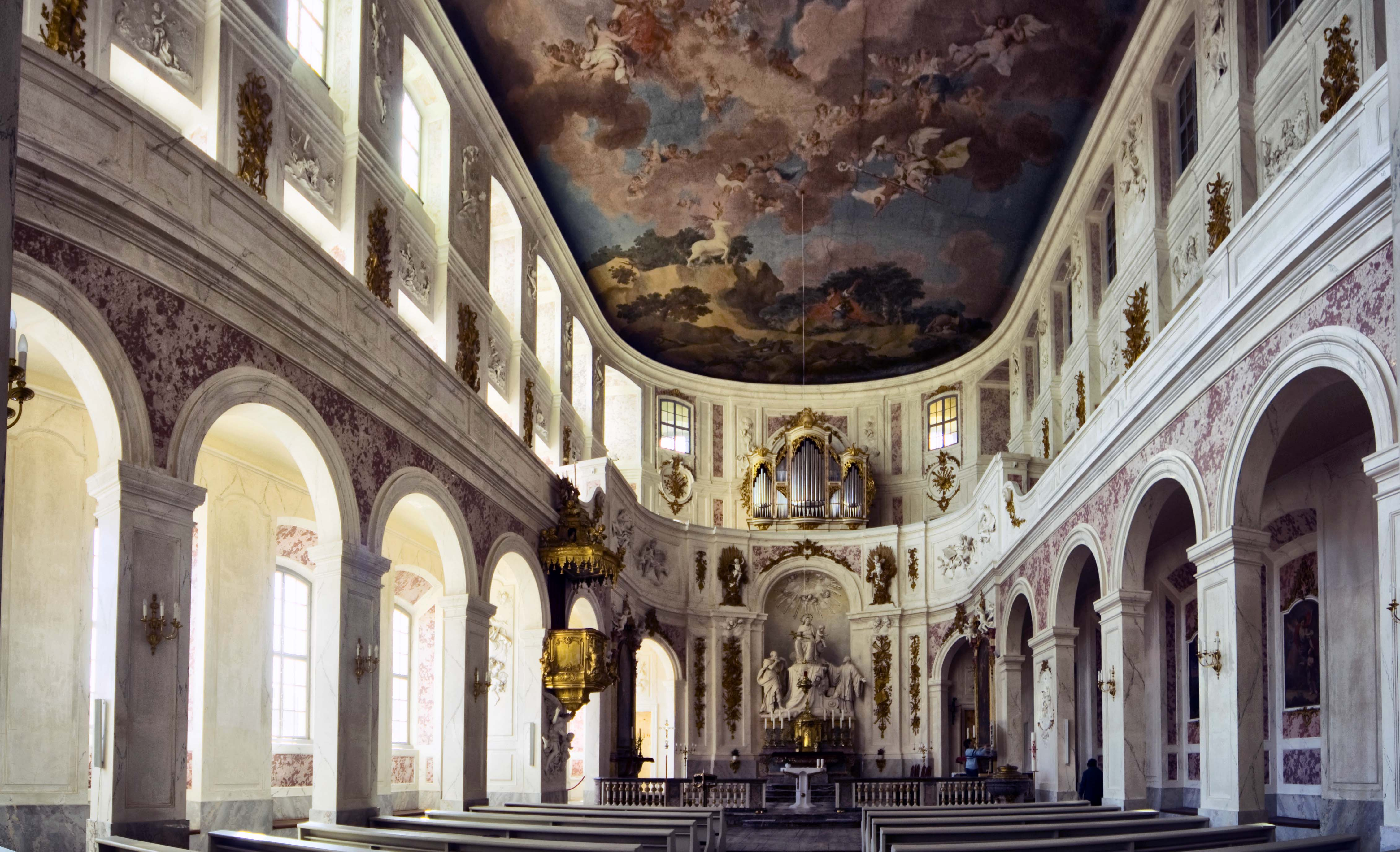
L'intérieur de la chapelle

Juste après la mort d'Auguste le Fort en 1733, le nouveau roi Auguste III a chargé son architecte Johann Christoph Knöffel de construire une nouvelle aile principale. Le château accueillera des majestueux locaux, des escaliers en design élégant et une chapelle catholique en style rococo, qui est presque entièrement intacte aujourd'hui. Les travaux se sont prolongées jusqu'à 1752. Le premier ministre d'Auguste III, Heinrich von Brühl, possédait un propre appartement dans le palais.
Pendant la guerre de Sept Ans (1756-1763), alors que les troupes prussiennes avancent en Saxe, Auguste III doit fuir vers la Pologne. En 1760, le roi Frédéric II de Prusse a commandé le pillage d'Hubertusbourg et le château a été entièrement dévasté - sauf la chapelle, après que le chapelain s'enhardit à solliciter le grâce du roi. Pour les négociations de paix en 1763, il fallait réquisitionner un grand nombre de meubles des auberges environnantes. 
Après la guerre, le nouveau électeur Frédéric-Auguste III a réussi à préserver et à rénover le palais. Le château devint lieux de retraite des fonctionnaires, plus tard d'une usine destinée à la production de faïences et de grès (Steingut). D'autres locaux seront utilisés pour un grenier et une infirmerie après la retraite de Russie en 1812. Entre 1840 et 1872 il y avait une prison, où August Bebel et Wilhelm Liebknecht étaient détenus. Depuis la seconde guerre mondiale, une partie du château est utilisée comme une structure hospitalière.